# Petrônio Gontijo
Petrônio Gontijo, właściwie Petrônio Gontijo de Alvarenga (ur. 5 lipca 1968 w Varginhi) – brazylijski aktor telewizyjny, teatralny i filmowy.

## Życiorys
Mając zaledwie dwa lata wziął udział jako dzieciątka Jezus w inscenizacji w szkole, gdzie uczęszczała jego siostra. W 1990 roku przeniósł się do São Paulo, aby zdobyć więcej doświadczenia poprzez występy na scenie w spektaklach. Studiował na wydziale aktorskim w Universidade Estadual de Campinas.
Po udziale w telenowelach Oko za oko (Olho no Olho, 1993), Moja Ojczyzna (Pátria Minha, 1994) i Malhação (1995) zyskał powszechna popularność w swoim kraju. W telenoweli Dziesięć przykazań (Os Dez Mandamentos, 2015-2016) zagrał biblijną postać Aarona.

## Filmografia

### telenowele
| Televisão | Televisão                               | Televisão                         | Televisão                         | Televisão         |
| Rok       | Tytuł                                   | Rola                              | Uwagi                             | Emisja            |
| --------- | --------------------------------------- | --------------------------------- | --------------------------------- | ----------------- |
| 1991      | Salomé                                  | Duda                              | Protagonista                      | Rede Globo        |
| 1993      | Oko za oko (Olho no Olho)               | Marek Antoniusz                   |                                   | Rede Globo        |
| 1994      | Moja Ojczyzna (Pátria Minha)            | Murilo Henrique Pellegrini Vilela | drugi protagonista                | Rede Globo        |
| 1995      | Twoja decyzja (Você Decide)             | gość                              |                                   | Rede Globo        |
| 1995      | Malhação                                | Gregório                          |                                   | Rede Globo        |
| 1996      | Razão de Viver                          | Pedro                             | drugi protagonista                | SBT               |
| 1997      | Os Ossos do Barão                       | Vicente                           |                                   | SBT               |
| 1998      | Serras Azuis                            | Gaius Gutemberg                   | Protagonista                      | Rede Bandeirantes |
| 1999      | Malhação                                | Padre Alexandre                   |                                   | Rede Globo        |
| 2000      | Vidas Cruzadas                          | Zé Carlos                         |                                   | Rede Record       |
| 2001      | Pícara Sonhadora                        | Alfredo Rockfield                 | Protagonista                      | SBT               |
| 2002      | Marisol                                 | João Vicente                      | Participação Especial             | SBT               |
| 2004      | Seus Olhos                              | Vitor                             | Antagonista                       | SBT               |
| 2005      | Essas Mulheres                          | dr Torquato Ribeiro               | drugi protagonista                | Rede Record       |
| 2006      | Cidadão Brasileiro                      | Gustavo                           | Participação Especial             | Rede Record       |
| 2007      | Luz do Sol                              | Antônio Vasconcelos (Tom)         | drugi protagonista                | Rede Record       |
| 2008      | Os Mutantes                             | Fredo Cavalcanti                  | drugi antagonista                 | Rede Record       |
| 2009      | Poder Paralelo                          | Rodolfo Castellammare (Rudi)      | drugi protagonista                | Rede Record       |
| 2011      | Insensato Coração                       | Roberto Fischer (Beto)            | drugi protagonista                | Rede Globo        |
| 2011      | O Madeireiro                            | Júlio                             | Protagonista                      | Rede Record       |
| 2012      | Máscaras                                | dr Décio Navarro                  | drugi protagonista                | Rede Record       |
| 2014      | Milagres de Jesus                       | Quiramin                          | odc.: "O Paralítico de Cafarnaum" | Rede Record       |
| 2014      | Conselho Tutelar                        | André Noronha                     |                                   | Rede Record       |
| 2015      | Dziesięć przykazań (Os Dez Mandamentos) | Aaron                             | drugi protagonista                | Rede Record       |
| 2016      | Dziesięć przykazań (Os Dez Mandamentos) | Aaron                             | drugi protagonista                | Rede Record       |

## filmy fabularne
- 1992: O Palco
- 2000:  Cronicamente Inviável
- 2001: Memórias Póstumas jako Brás Cubas (młody)
- 2002: Mutante jako Pedro
- 2002: Ofusca
- 2003: Cristina Quer Casar jako Viriato Benucci
- 2003:  Tudo Que Ela Vê jako Homem
- 2004: Um Show de Verão jako Isaac Freire
- 2006: Boleiros 2 - Vencedores e Vencidos jako Rafael Benitez
- 2016: Dziesięć przykazań (Os Dez Mandamentos) jako Aaron